# Raffaele Jaffe
Raffaele Jaffe (Asti, 11 ottobre 1877 – Auschwitz, 6 agosto 1944) è stato un dirigente sportivo italiano di origine ebraica, vittima dell'Olocausto.
È stato il fondatore del Football Club Casale. 

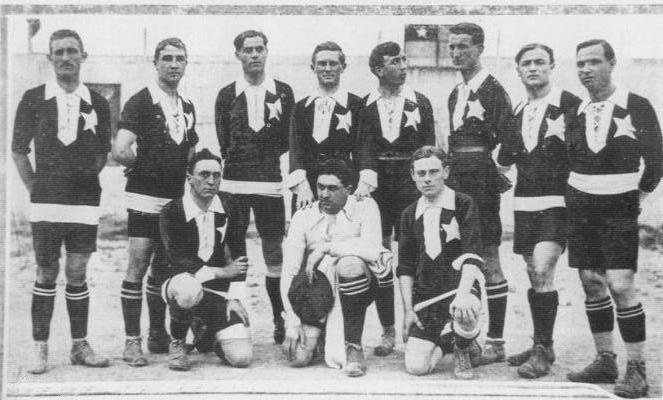
Il Casale campione d'Italia 1913-1914.

## Biografia
Raffaele Jaffe nasce a Asti da una famiglia ebraica, il figlio di Leone Jaffe e Debora Foa.
Laureato in scienze naturali e chimica, fu insegnante all'Istituto Tecnico Leardi di Casale Monferrato, di cui divenne successivamente preside.
Nel 1909, partendo proprio da una riunione tenuta all'interno dell'istituto in cui era professore, fu il promotore e il fondatore del Football Club Casale. 
Siamo ad ottobre del 1909: il Professor Raffaele Jaffe dell'Istituto Tecnico Leardi di Casale Monferrato mentre torna da una passeggiata incontra sul ponte del Po alcuni suoi studenti che si stanno recando a Caresana per una partita di calcio. Convinto dai ragazzi si unisce alla comitiva ed assiste alla gara che lo entusiasma talmente tanto da proporre ai fratelli Cavasonza e Gallina di rifondare la vecchia Robur nata nel 1904 e da poco tempo disciolta.
Dopo alcune partitelle preparatorie, il 17 dicembre 1909 nell'Aula 1 dell'Istituto Tecnico Leardi alle ore 17,15, all'assemblea a cui prese parte anche il Preside, venne perciò fondata una squadra con l'esplicito intento di contrapporsi alla Pro Vercelli, che in quegli anni dominava il calcio italiano. La scelta del colore delle maglie ricadde sul nero, anche qui in contrapposizione al bianco della Pro, gli stessi colori della Robur. La stella bianca attaccata alla maglia nera all'altezza del cuore fu dovuta a Luigi Cavasonza, che aveva ritagliato da un quaderno una grossolana stella quando ancora giocava nella Robur.
Dal 1909 al 1911 fu presidente della società, dopo di che lasciò l'incarico a Oreste Simonotti. Come dirigente sportivo sempre nel 1911 ricoprì anche la carica di consigliere della FIGC. Dopo aver vinto lo scudetto del 1914, continuò a rimanere nella dirigenza fino a quando, nel 1919, abbandonò la società nerostellata, di cui comunque seguì sempre le sorti.
Nel 1927 sposò una ragazza cattolica e maturò la sua conversione dalla fede ebraica a quella cattolica. Nel 1937 fu anche battezzato, ma non gli bastò per sfuggire alle leggi razziali del regime fascista. Fu arrestato dalla milizia fascista il 16 febbraio 1944 durante una delle retate che sconvolsero in quel mese la cittadinanza di Casale Monferrato.
Rimase cinque mesi bloccato al campo di Fossoli in quanto la sua situazione era ambigua visto che per le leggi italiane, trattandosi di convertito, non avrebbe dovuto essere deportato. La legge tedesca diceva però diversamente ed il 2 agosto iniziò il tragitto che lo avrebbe portato a morire nelle camere a gas il giorno stesso del suo arrivo al campo di Auschwitz il 6 agosto 1944.